# Lactuca imbricata
Lactuca imbricata là một loài thực vật có hoa trong họ Cúc. Loài này được Hiern mô tả khoa học đầu tiên năm 1898.